# مارثا باس
مارثا باس (بالإنجليزية: Martha Bass)‏ هي مغنية أمريكية، ولدت في 7 مارس 1921، وتوفيت في 21 سبتمبر 1998 في سانت لويس في الولايات المتحدة.

## وصلات خارجية
- مارثا باس على موقع ميوزك برينز (الإنجليزية)
- مارثا باس على موقع ديسكوغز (الإنجليزية)